# 欣茨納赫巴德

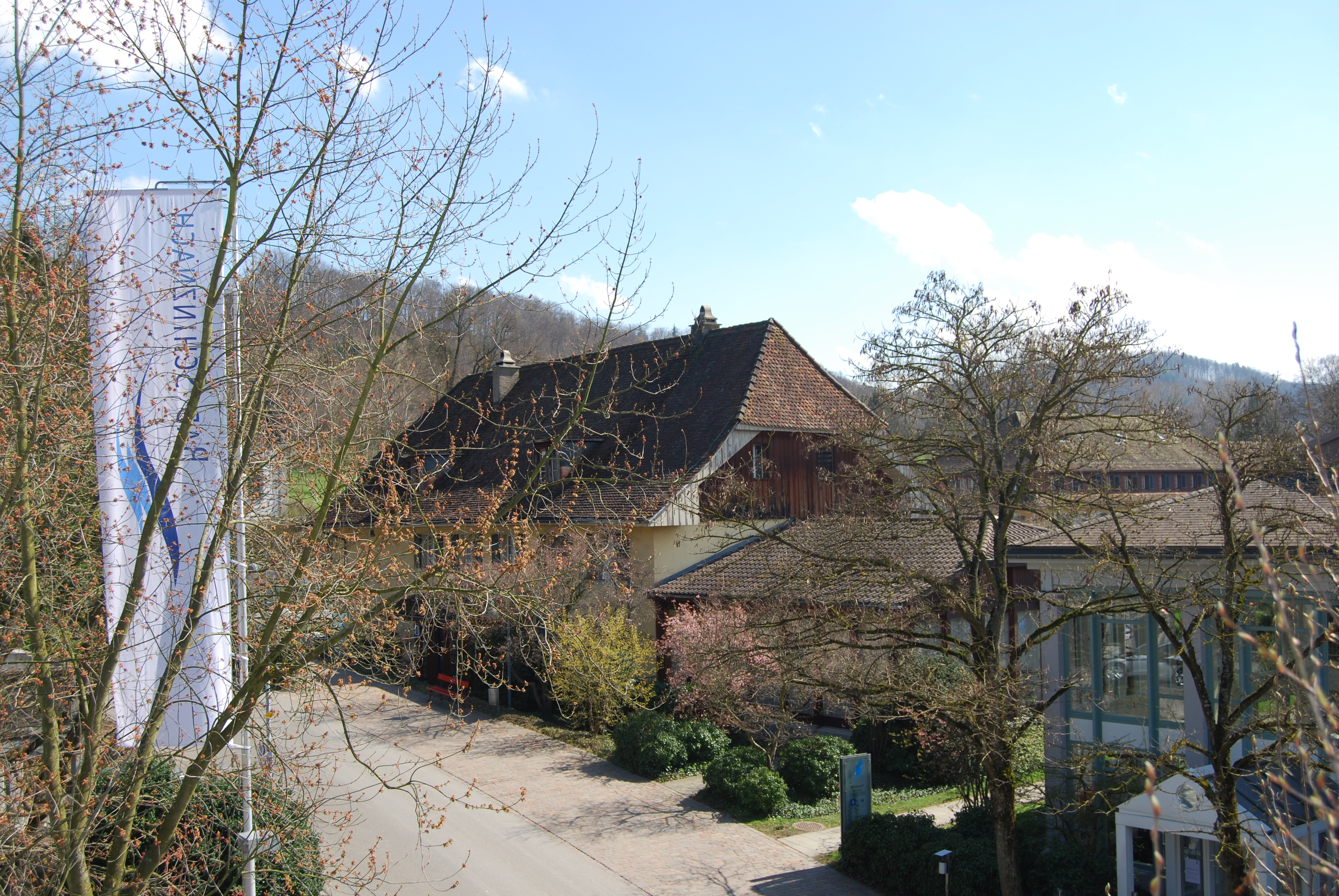

欣茨納赫巴德是瑞士的城鎮，位於該國北部，由阿爾高州負責管轄，面積1.9平方公里，海拔高度354米，2012年人口1,211，四成人口信奉基督教，人口密度每平方公里637人。